# Argyroeides auranticincta
Argyroeides auranticincta är en fjärilsart som beskrevs av Klages 1906. Argyroeides auranticincta ingår i släktet Argyroeides och familjen björnspinnare. Inga underarter finns listade i Catalogue of Life.